# 迪安·普拉
迪安·普拉（英語：Dean Pullar，1973年5月11日—），澳大利亚男子跳水运动员。他曾代表澳大利亚参加2000年和2004年夏季奥林匹克运动会跳水比赛，其中2000年奥运会获得一枚铜牌。